# Kanonisches Alter
Das kanonische Alter bezeichnet ursprünglich jede Festlegung einer Anzahl von Lebensjahren zur Erlangung bestimmter Rechte und Pflichten nach Kanonischem Recht.
Im Besonderen versteht man jedoch unter Kanonischem Alter die Regel, dass ein Kandidat zur Erlangung des priesterlichen Weihesakraments das 25. Lebensjahr vollendet haben muss (canon 1031 CIC). Eine Dispens von dieser Vorschrift ist möglich. Für die Wahrnehmung des Bischofsamtes ist ein Alter von 35 Jahren vorgeschrieben (canon 378 CIC). Früher (schon seit dem Dritten Laterankonzil) galt hier das 30. Lebensjahr.
Weitere Regeln umfassen die Zulassung zum Noviziat (canon 643: 17 Jahre), die Ablegung der zeitlichen (canon 656: 18 Jahre) und ewigen Profess (canon 658: 21 Jahre); die Zulassung in Säkularinstituten (canon 721: Volljährigkeit) oder einer Gesellschaft des apostolischen Lebens (canones 643; 735 § 2: 17 Jahre); das Mindestalter zur Übernahme einer Taufpatenschaft (canon 874: 16 Jahre, „außer vom Diözesanbischof ist eine andere Altersgrenze festgesetzt oder dem Pfarrer oder dem Spender der Taufe scheint aus gerechtem Grund eine Ausnahme zulässig“) oder Firmpatenschaft (canon 893: dito) sowie zur gültigen und erlaubten sakramentalen Eheschließung (canon 1083: Mann 16, Frau 14 Jahre).
Im evangelischen Kirchenrecht gibt es eine vergleichbare Altersvorgabe für die Ordination.
Im Volksmund nannte man auch die nicht näher bestimmte Altersvorschrift für nicht verwandte Pfarrhaushälterinnen (provectior aetas, in der Regel 40–45 Jahre) kanonisches Alter.